# 蒙特瑞 (印第安納州)
蒙特瑞（英語：Monterey）是一個位於美國印地安納州普瓦斯基縣的城鎮。

## 人口
根據2010年美國人口普查的數據，蒙特瑞的面積為0.47平方千米，當中陸地面積為0.47平方千米，而水域面積為0.00平方千米。當地共有人口218人，而人口密度為每平方千米464人。